# بوب هوسكينز (لاعب كرة قدم أمريكية)
بوب هوسكينز (بالإنجليزية: Bob Hoskins)‏ هو لاعب كرة قدم أمريكية أمريكي، ولد في 16 سبتمبر 1945 في هايلاند في الولايات المتحدة، وتوفي في 8 يونيو 1980 في ريدوود في الولايات المتحدة.

## وصلات خارجية
- بوب هوسكينز على موقع مرجع كرة القدم المحترفة.كوم (الإنجليزية)